# Frederik Thaarup
Frederik Thaarup (født 9. december 1766, død 9. juli 1845) var en dansk statistiker og historiker, far til Christen Thaarup.

## Uddannelse og karriere
Frederik Thaarup blev født i København som søn af kasserer og skriver ved havnevæsenet Christen Larsen Thaarup (født 1798) og Kirsten Jørgensdatter født Wammen (død 1771). Efter at være blevet student i 1784 tog han Anden Eksamen og gik derpå ind som volontær i Rentekammeret, hvor han i 1787 blev kopist og sidst på året 1789 fuldmægtig. Han optrådte temmelig tidlig som forfatter, således ved udgivelsen af Kort Vejledning til det danske Monarkis Statistik (1790) og Materialier til det danske Monarkis Statistik I (1791-94), og da den unge historiker Frederik Sneedorff pludselig døde, faldt tanken ganske naturlig på Thaarup, da man ønskede at få de statistiske forelæsninger fortsatte, som Sneedorff havde holdt ved Københavns Universitet.
Thaarup udnævntes da i 1793 til ekstraordinær professor i statistik. Han udgav i denne stilling på ny sin statistik (1794) i stærkt forandret skikkelse og begyndte udgivelsen af Arkiv for Statistik, Politik og Husholdnings-Videnskaberne I-III (1795-98). Han blev dog kun få år ved universitetet, hvor han måske heller ikke har følt sig vel.
Han havde 5. maj 1793 ægtet Margrethe Kirstine Barth (født 20. april 1768 død 14. januar 1798), datter af norsk holzførster Johan Casper Barth, og da gagen var knap, nødtes han til at søge forskelligt bierhverv.
Hertil kom den bitre strid, hvori han kom med sin kollega juristen Johan Frederik Vilhelm Schlegel, der på denne tid udgav sin statistiske beskrivelse af de europæiske stater, i det Schlegel – ikke helt med urette – beskyldte Thaarup for en alt for stærk benyttelse af hans arbejde til Det danske Monarkis Statistik. Thaarup opnåede i 1797 et fogedembede i Norge (Solørs og Ovdalens fogderi), hvor han på forskellig måde udfoldede en ivrig praktisk såvel som litterær virksomhed. Efter at han en kort tid i 1804 havde været konstitueret som amtmand i Hedemarkens Amt, forflyttedes han samme år som amtmand til Bornholm.
Her døde hans anden hustru, Christine Cold Rynning (født 28. januar 1776 død 17. maj 1806), hvem han havde ægtet 12. maj 1798. Han giftede sig 3. gang 16. desember 1806, med Giese (Geske) Kirstine Giersing (født 18. oktober 1780 død 26. januar 1852), datter af proprietær Peder Jensen Giersing. På Bornholm samlede Thaarup med iver kundskab om øens forhold og søgte samtidig at fremme opdyrkningen, ophjælpe havnevæsenet og forbedre skolerne, fattigvæsenet osv. Men også her blev han kun få år. I 1807 fik Bornholm en militærguvernør, der til dels gjorde ham overflødig; han søgte og fik derfor sin afsked 1809 og blev det følgende år kommitteret i Generaltoldkammeret; 1812 udnævntes han til virkelig etatsråd. Han udarbejdede nu en ny udgave af sin statistik, i 6 bind (1812-19).
I de vanskelige økonomiske år, som hjemsøgte Danmark, havde han som så mange embedsmænd ondt ved at få sine indtægter til at slå til, og hans stilling blev efterhånden meget vanskelig. Han opnåede vel i 1816 et indbringende embede som told- og konsumtionskasserer i Helsingør, men det lykkedes ham ikke at komme ud over de økonomiske vanskeligheder, der tværtimod forøgedes, efter familietraditionen ved en undergivens utroskab, og til sidst foranledigedes han til at opgive embedet. Han entledigedes fra 1. januar 1819 med ventepenge og flyttede tilbage til København. Ventepengene gik i en årrække med til afbetaling af gæld, så at han væsentlig var henvist til at leve af sin pen, hvad der lykkedes ham ved hans rastløse flid og en vidtdreven sparsommelighed, så at han ved sin død var fuldkommen gældfri.

## Litterær virksomhed

### Blandet produktion
Thaarups litterære produktion frembyder et meget broget billede. Lige til hans høje alder syntes hans pen aldrig at hvile. Snart var det en lærebog i geografi, han udgav (1820), som skal have haft en del udbredelse, snart Kjøbenhavns Mærkværdigheder (1821), snart et Onsdagsblad udgivet under pseudonymet Mogens Klint (1820), snart stamtavler. Han redigerede dagbladet Dagen 1822-35 og Nyeste Skilderie af Kjøbenhavn 1825-31 samt udgav Dansk polyteknisk Tidsskrift 1825-26, en Vejviser i Kjøbenhavn (1829), et arbejde om Øresundstolden (1838), beskrivelser af forskellige kirker i København, af Bornholms Amt (1839, en af det kongelige Landhusholdningsselskabs amtsbeskrivelser), optegnelser om de danske kongers formælinger (1840), Materialier til den danske Stats Havekulturs Historie og Statistik (1844) osv.

### Statistikken
Hovedgenstanden for Thaarups litterære virksomhed var dog Danmarks statistik, et emne, han stadig vendte tilbage til; blandt hans arbejder i denne retning kan nævnes den i 1825 udkomne Statistisk Udsigt over den danske Stat, ligesom også Den danske Stats Finansstatistik (1836) kan henregnes hertil. Disse arbejder kunne i videnskabelig værdi ikke måle sig med et værk som Adolph Frederik Bergsøes statistik, selv om man tager tidsafstanden med i beregning, men den, der vil fordybe sig i datidens forhold, vil dog hos Thaarup finde en mængde stof, med vidtløftige litteraturangivelser og detaljerede beskrivelser af de forskellige industrielle virksomheder osv., selv om talmaterialet efter forholdenes natur er trængt meget stærkt tilbage, og særlig befolkningsstatistikken er noget stedmoderlig behandlet. Havde Thaarup levet under gunstige kår, så at han havde kunnet producere med mere ro, ville hans arbejder vistnok have vundet i videnskabelig betydning og have opnået større enhed og kraft i fremstillingen.

### Thaarup som historiker
Frederik Thaarup, i hvis statistiske værker et historisk element jævnlig er tilstede, har også leveret arbejder, der helt eller nærmest må henregnes til de historiske, således forskellige topografiske skrifter om København og Bornholm og hans Efterretninger om det danske asiatiske Kompagni (1. hæfte, 1824). Den flittige mand har siddet inde med gode historiske kundskaber, men den forcerede produktion, hvortil hans uheldige kår tvang ham, lod dem ikke komme til deres ret. Den side af historien, som vel havde hans største interesse, var personalhistorien. Han var således 1838 med at stifte "det genealogisk-biografiske Selskab" og leverede i dettes tidsskrift, Genealogisk og biografisk Arkiv (1840-49), gode bidrag, bl.a. efterretninger om familierne Vibe og Schlegel. 1835-44 udgav han Fædrenelandsk Nekrolog 1821-26, nærmest uddrag af de i Dagen optagne nekrologer, et ingenlunde ufortjenstligt arbejde, hvortil også Ordenskapitlets arkiv havde ydet bidrag. Af en ny række, indeholdende nekrologer fra 1827 og 1843, udkom kun 2 hæfter (1844-45).
1827 var Thaarup en af Stifterne af "Samfundet til den danske Litteraturs Fremme", som hvis sekretær han virkede til 1835. Allerede 1813 blev han medlem af Det kongelige danske Selskab for Fædrelandets Historie.
I sine sidste år boede Thaarup i Jægersborg på en lille ejendom, han havde købt.

## Forfatterskab
- Veiledning til det Danske Monarkies Statistik; 2den Udgave; Kjøbenhavn 1794
- Versuch einer Statistik der Dänischen Monarchie, Bind 1; Kopenhagen 1795
- Nogle optegnelser om pest og qvarantainvæsen: og om de pestartede sygdomme der vides at have hjemsøgt Danmark; Kjøbenhavn 1820
- Statistisk udsigt over den danske Stat i begyndelsen af aaret 1825; Kjøbenhavn 1825
- Kopenhagen mit der Umgegend: besonders zum Nutzen der Fremden und als Anleitung für sie; Kopenhagen 1828
- Om Øresunds Told, denne Stats-Indtægts-Historie og Retsgrund, Reglerne for Oppebørselen, Antallet af de igjennem Sundet gaaende Skibe, Toldens Beløb, etc.; Kjøbenhavn 1838 (Webside ikke længere tilgængelig)